# Giuseppe Gracia
Giuseppe Gracia (geboren 1967 in St. Gallen) ist ein Schweizer Schriftsteller, Journalist und Kommunikationsberater.

## Leben
Gracia ist Sohn eines Sizilianers und einer Spanierin. Seine Erfahrungen als Secondo verarbeitete er in den Büchern Riss (1995), Kippzustand (2002) und Santinis Frau (2006). Er war als PR-Berater tätig und nahm im Fürstentum Liechtenstein Mandate für mehrere Firmen wahr. 2007 nahm er ein Studium der Theologie auf. 2008 wurde er Kommunikationschef des Bistums Basel. 2011 wechselte er als Beauftragter für Medien und Kommunikation zum Bistum Chur.
Dort wurde er Mitglied des Bischofsrates und war bis März 2019 Sprecher von Bischof Vitus Huonder. Von 2019 bis März 2021 war er Sprecher von Bischof Peter Bürcher, des Apostolischen Administrators des Bistums Chur. Im Juli 2021 wurde bekannt, dass er aus der katholischen Kirche ausgetreten ist. Er betrachte sich jedoch weiter „als Katholik, verbunden mit der eigentlichen, sakramentalen, römisch-katholischen Kirche“.
Von 2016 bis 2021 war er Gastautor bei der Achse des Guten, seit 2017 ist er auch bei Focus Online und von Januar 2018 bis Juni 2021 war er Kolumnist beim Blick. Seit Mai 2021 ist Gracia monatlicher Feuilleton-Autor für die Neue Zürcher Zeitung.
2017 veröffentlichte Gracia den Roman Der Abschied, dessen Handlung sich mit islamistischem Terror, Christentum und den Werten der westlichen Welt auseinandersetzt. 2018 erschien sein Sachbuch Das therapeutische Kalifat, das sich dem Zustand der Meinungsfreiheit in Westeuropa beschäftigt. 2020 erschien der Roman Der letzte Feind, der von einer internationalen Verschwörung rund um den Vatikan handelt, angesiedelt im Spannungsfeld zwischen Christentum und Postmoderne.
Im September 2020 war er Erstunterzeichner des Appells für freie Debattenräume. 2021 erschien der Roman Der Tod ist ein Kommunist, der sich satirisch mit Verschwörungstheorien rund um Globalisierung, Corona und Klimapolitik auseinandersetzt. Ebenfalls 2021 erschien der Roman Glorias Finale, der sich mit den Schattenseiten des Showgeschäfts beschäftigt. Anfang April 2022 veröffentlichte er das Sachbuch Die Utopia Methode, eine essayistische Analyse zum Einsatz von Utopien und Wunschrealitäten in der gegenwärtigen westlichen Politik. Im März 2023 erschien der Roman Schwarzer Winter über Klimaaktivisten, die im Imperialismus des Westens die Ursachen der Ausbeutung von Mensch und Umwelt sehen und zu Terroristen werden. Ebenfalls im März wurde Gracias Schauspiel Die letzte Therapie uraufgeführt, ein psychologisches Kammerstück zwischen Therapeut und Patient, das sich mit dem Verlust von Beziehungen und den Grenzen menschlicher Liebe auseinandersetzt. 2025 erschien das Sachbuch Wenn Israel fällt, fällt auch der Westen: Warum der Antisemitismus uns alle bedroht. In historisch-theologischer Perspektive widmet sich das Buch der Frage, warum Judenhass seit dreitausend Jahren existiert und es schafft, über gegensätzliche politische, religiöse oder kulturelle Gruppen hinweg wirksam zu sein.
Gracia ist verheiratet und hat zwei Kinder. Er lebt in St. Gallen.

## Bücher
- Riss. Roman. Saiten, St. Gallen, 1995
- Kippzustand. Erzählung. Nagel & Kimche, Zürich 2002, ISBN 3-312-00307-5
- Santinis Frau. Roman. Ammann, Zürich, 2006, ISBN 3-250-60087-3
- Der Abschied. Bucher, Hohenems, 2017, ISBN 978-3-99018-400-4
- Das therapeutische Kalifat: Meinungsdiktatur im Namen des Fortschritts, Fontis,  Basel, 2018, ISBN 978-3-03848-159-1
- Der letzte Feind. Roman, Fontis, Kreuzlingen, 2020, ISBN 978-3-03848-196-6
- Der Tod ist ein Kommunist: Ein Fiebertraum, Fontis, Basel, 2021, ISBN 978-3-03848-217-8
- Glorias Finale, Nagel & Kimche, Zürich 2021, ISBN 978-3-312-01248-0
- Die Utopia-Methode: Der neue Kulturkampf gegen Freiheit und Christentum, Fontis, Basel, 2022, ISBN 978-3-03848-236-9
- Schwarzer Winter, Fontis, Basel, 2023, ISBN 978-3-03848-259-8
- Auslöschung, Fontis, Basel, 2024, ISBN 978-3-03848-278-9
- Wenn Israel fällt, fällt auch der Westen: Warum der Antisemitismus uns alle bedroht. Fontis, Basel, 2024, ISBN 978-3-03848-296-3